# Valentin Vornicu
Valentin Vornicu (* 13. Juni 1983 in Bukarest) ist ein professioneller rumänisch-amerikanischer Pokerspieler und Mathematiker. Mit zwölf Ringen ist er einer der erfolgreichsten Spieler bei den Circuitturnieren der World Series of Poker (WSOP).

## Persönliches
Vornicu wuchs in Bukarest auf. Er nahm in den Jahren 2001 und 2002 für Rumänien an der Internationalen Mathematik-Olympiade teil und gewann 2002 eine Bronze-Medaille. Anschließend gründete er das Bildungsunternehmen MathLinks, das zunächst u. a. Schüler auf die Mathematik-Olympiade vorbereiten sollte. Das Forum der Website wurde schnell populär und im Jahr 2004 mit der Website Art of Problem Solving zusammengeführt. Vornicu studierte an der Universität Bukarest und schloss sein Studium 2008 mit einem Master in Algebra und Zahlentheorie ab. Er arbeitet als Mathelehrer und bereitet seine Schüler dabei auf eine Teilnahme an der United States of America Mathematical Olympiad vor. Vornicu lebt in San Diego.

## Pokerkarriere

### Werdegang
Vornicu spielte online unter den Nicknames busto23 (partypoker), mBlasterX (PokerStars sowie Lock Poker) und Pupp3tMast3r (Full Tilt Poker).
Seine erste Geldplatzierung bei einem Live-Turnier erzielte Vornicu im Mai 2011 in Los Angeles. Mitte Oktober 2011 gewann er ein Turnier beim WSOP-Circuit in Hammond und sicherte sich damit seinen ersten Ring sowie eine Siegprämie von mehr als 50.000 US-Dollar. Im Juni 2013 war er erstmals bei der Hauptturnierserie der World Series of Poker im Rio All-Suite Hotel and Casino am Las Vegas Strip erfolgreich und kam bei einem Turnier der Variante No Limit Hold’em in die Geldränge. Mitte Dezember 2015 gewann Vornicu das Main Event des WSOP-Circuits in Los Angeles mit einem Hauptpreis von knapp 200.000 US-Dollar. Bei der WSOP 2016 erreichte er den siebten Turniertag im Main Event und belegte dort den 23. Platz, der mit rund 270.000 US-Dollar bezahlt wurde. Mitte August 2017 wurde Vornicu bei einem Event der Seminole Hard Rock Poker Open in Hollywood Vierter und erhielt ein Preisgeld von rund 80.000 US-Dollar.
Insgesamt hat sich Vornicu mit Poker bei Live-Turnieren mehr als eine Million US-Dollar erspielt.

### Ringübersicht
Vornicu kam bei den WSOP-Circuitturnieren 85-mal ins Geld und gewann zwölf Ringe:
| #  | Beginn        | Stadt        | Buy-in (in $) | Turnier                                | Teilnehmer | Preisgeld (in $) |
| -- | ------------- | ------------ | ------------- | -------------------------------------- | ---------- | ---------------- |
| 1  | 16. Okt. 2011 | Hammond      | 1100          | No Limit Hold’em                       | 0202       | 050.943          |
| 2  | 11. Dez. 2012 | San Diego    | 0365          | No-Limit Hold’em Six Handed            | 0126       | 010.858          |
| 3  | 9. März 2014  | Los Angeles  | 0580          | No-Limit Hold’em                       | 0107       | 018.170          |
| 4  | 25. Apr. 2014 | Black Hawk   | 0580          | No-Limit Hold’em                       | 0145       | 020.299          |
| 5  | 8. Sep. 2014  | Biloxi       | 0365          | No-Limit Hold’em                       | 0151       | 012.231          |
| 6  | 19. Mai 2015  | Mashantucket | 0580          | No-Limit Hold’em                       | 0154       | 020.973          |
| 7  | 12. Dez. 2015 | Los Angeles  | 1675          | Main Event No-Limit Hold’em (Re-Entry) | 0641       | 197.110          |
| 8  | 30. März 2016 | Los Angeles  | 0580          | No-Limit Hold’em Turbo Re-Entry        | 0115       | 017.255          |
| 9  | 15. März 2017 | Los Angeles  | 0365          | No-Limit Hold’em Turbo                 | 0169       | 013.675          |
| 10 | 5. Nov. 2017  | Lake Tahoe   | 0365          | Double Stack No-Limit Hold’em Turbo    | 0185       | 014.429          |
| 11 | 10. Mai 2018  | New Orleans  | 0365          | No-Limit Hold’em Re-Entry              | 1340       | 064.205          |
| 12 | 14. Mai 2018  | New Orleans  | 0365          | No-Limit Hold’em Re-Entry              | 0349       | 024.084          |